# Juan Carlos Franco
Juan Carlos Franco Olivares (Guadalajara, Jalisco, 28 de enero de 1975) es un exfutbolista mexicano.

## Trayectoria
Joven volante ofensivo que debuta fugazmente con los Leones Negros de la Universidad de Guadalajara en 1993 pero es con la UANL en 1998 cuando ve mayor actividad. Ha militado en la Segunda División con Bachilleres y Tigrillos de la UANL, con quienes consiguió el ascenso a la Primera "A". Pasó al Correcaminos de la UAT y Atlético Celaya. Acabando el Invierno 2000 no juega un solo minuto en Primera División hasta el Clausura 2003 con el Club Necaxa. Para el Apertura 2003 pasa al Querétaro Fútbol Club. Para el Clausura 2004 va al Club Irapuato y regresa a Necaxa en el Apertura 2005. Para el Apertura 2006 regresa a reforzar a los recién ascendidos Gallos Blancos.
También participó en los clubes de la división de ascenso con el Gallos de Caliente, Club de Fútbol Indios y Lobos de la BUAP.

### Clubes
| Club                       | País                | Año         | Partidos | Goles | Media |
| -------------------------- | ------------------- | ----------- | -------- | ----- | ----- |
| Universidad de Guadalajara | México              | 1992 - 1996 | 67       | 27    | 0.4   |
| Tigrillos U.A.N.L.         | México              | 1996 - 1998 | 75       | 12    | 0.16  |
| C.F. Tigres U.A.N.L.       | México              | 1998 - 2000 | 16       | 1     | 0.06  |
| Tigrillos Saltillo         | México              | 2001        | 3        | 0     | 0     |
| Gallos de Aguascalientes   | México              | 2002        | 17       | 12    | 0.71  |
| Correcaminos U.A.T.        | México              | 2002 - 2003 | 21       | 6     | 0.29  |
| C. Necaxa                  | México              | 2003        | 6        | 2     | 0.33  |
| Correcaminos U.A.T.        | México              | 2003        | 16       | 5     | 0.31  |
| Querétaro F.C.             | México              | 2003        | 14       | 2     | 0.14  |
| Irapuato F.C.              | México              | 2004        | 12       | 1     | 0.08  |
| Celaya F.C.                | México              | 2004 - 2005 | 27       | 3     | 0.11  |
| C. Necaxa                  | México              | 2005 - 2006 | 4        | 0     | 0     |
| Querétaro F.C.             | México              | 2006        | 1        | 0     | 0     |
| Celaya F.C.                | México              | 2007        | 7        | 1     | 0.14  |
| C.F. Indios                | México              | 2007 - 2009 | 30       | 1     | 0.03  |
| Lobos B.U.A.P.             | México              | 2009 - 2010 | 27       | 0     | 0     |
| Total en su carrera        | Total en su carrera | 1992 - 2010 | 341      | 73    | 0.21  |

#### Estadísticas
La siguiente tabla detalla los encuentros disputados y los goles marcados en los clubes en los que ha militado.
| Universidad de Guadalajara · México | 1992/93             | 1   | 0  | - | - | - | - | 1   | 0  |
| Universidad de Guadalajara · México | 1993/94             | 33  | 16 | - | - | - | - | 33  | 16 |
| Universidad de Guadalajara · México | 1995/96             | 31  | 10 | 2 | 1 | - | - | 33  | 11 |
| Universidad de Guadalajara · México | Total               | 65  | 26 | 2 | 1 | - | - | 67  | 27 |
| Tigrillos U.A.N.L. · México | 1996/97             | 34  | 7  | 5 | 0 | - | - | 39  | 7  |
| Tigrillos U.A.N.L. · México | 1997/98             | 36  | 5  | - | - | - | - | 36  | 5  |
| Tigrillos U.A.N.L. · México | Total               | 70  | 12 | 5 | 0 | - | - | 75  | 12 |
| Tigres U.A.N.L. · México | 1998/98             | 9   | 0  | - | - | - | - | 9   | 0  |
| Tigres U.A.N.L. · México | 1999/00             | 5   | 1  | - | - | - | - | 5   | 1  |
| Tigres U.A.N.L. · México | 2000                | 2   | 0  | - | - | - | - | 2   | 0  |
| Tigres U.A.N.L. · México | Total               | 16  | 1  | - | - | - | - | 16  | 1  |
| Tigrillos Saltillo · México | 2001                | 3   | 0  | - | - | - | - | 3   | 0  |
| Tigrillos Saltillo · México | Total               | 3   | 0  | - | - | - | - | 3   | 0  |
| Gallos de Aguascalientes · México | 2002                | 17  | 12 | - | - | - | - | 17  | 12 |
| Gallos de Aguascalientes · México | Total               | 17  | 12 | - | - | - | - | 17  | 12 |
| Correcaminos U.A.T. · México | 2002/03             | 21  | 6  | - | - | - | - | 21  | 6  |
| Correcaminos U.A.T. · México | 2003                | 16  | 5  | - | - | - | - | 16  | 5  |
| Correcaminos U.A.T. · México | Total               | 37  | 11 | - | - | - | - | 37  | 11 |
| C. Necaxa · México | 2003                | 2   | 0  | - | - | 4 | 2 | 6   | 2  |
| C. Necaxa · México | 2005/06             | 4   | 0  | 0 | 0 | - | - | 4   | 0  |
| C. Necaxa · México | Total               | 6   | 0  | 0 | 0 | 4 | 2 | 10  | 2  |
| Querétaro F.C. · México | 2003                | 14  | 2  | - | - | - | - | 14  | 2  |
| Querétaro F.C. · México | 2006                | 1   | 0  | - | - | - | - | 1   | 0  |
| Querétaro F.C. · México | Total               | 15  | 2  | - | - | - | - | 15  | 2  |
| Irapuato F.C. · México | 2004                | 12  | 1  | - | - | - | - | 12  | 1  |
| Irapuato F.C. · México | Total               | 12  | 1  | - | - | - | - | 12  | 1  |
| Celaya F.C. · México | 2004/05             | 25  | 3  | - | - | - | - | 25  | 3  |
| Celaya F.C. · México | 2007                | 7   | 1  | - | - | - | - | 7   | 1  |
| Celaya F.C. · México | Total               | 32  | 4  | - | - | - | - | 32  | 4  |
| C.F. Indios · México | 2007/08             | 20  | 1  | - | - | - | - | 20  | 1  |
| C.F. Indios · México | 2008/09             | 10  | 0  | - | - | - | - | 10  | 0  |
| C.F. Indios · México | Total               | 30  | 1  | - | - | - | - | 30  | 1  |
| Lobos B.U.A.P. · México | 2009/10             | 27  | 0  | - | - | - | - | 27  | 0  |
| Lobos B.U.A.P. · México | Total               | 27  | 0  | - | - | - | - | 27  | 0  |
| Total en su carrera | Total en su carrera | 330 | 70 | 7 | 1 | 4 | 2 | 341 | 73 |
| (1)Incluye datos de la Primera División (1992-1993, 1998-2000, 2003, 2005-2006 y 2008-2009), Segunda División de México (1993-1995) y la Primera División 'A' (1995-1998, 2001, 2002-2005, 2007-2008 y 2009-2010)(2)Incluye datos de la Copa México (1994-1997) e InterLiga (2006) (3)Incluye datos de la Concacaf Liga de Campeones (2003) |                     |     |    |   |   |   |   |     |    |